# Женская сборная Республики Корея по хоккею на траве
Женская сборная Республики Корея по хоккею на траве (англ. South Korea women's national field hockey team) — женская сборная по хоккею на траве, представляющая Республику Корея (Южную Корею) на международной арене. Управляющим органом сборной выступает национальная федерация хоккея «Ассоциация хоккея на траве Кореи».
Сборная принимала участие в каждых летних Олимпийских играх начиная с 1988 года; заняла 2-е место на Олимпиаде 1988 в Сеуле и Олимпиаде 1996 в Атланте; заняла 3-е место на чемпионате мира в 1990 году; заняла 1-е место в турнире Трофей чемпионов среди женщин 1989.
Сборная входит в первую десятку сильнейших в мире женских сборных по хоккею на траве, занимает (по состоянию на 16 июня 2014) 9-е место в рейтинге Международной федерации хоккея на траве (FIH).

## Результаты выступлений

### Мировая лига
- 2012/13 — 8-е место
- 2014/15 —

## Состав в настоящее время
Состав команды был объявлен перед чемпионатом мира 2014, прошедшем в мае-июне 2014 в Гааге, Нидерланды.
Главный тренер: Хан Джин Су
| №  | Игрок         | Поз. | Возраст |
| -- | ------------- | ---- | ------- |
| 1  | Ли Син Хе     | GK   | 27      |
| 3  | Ким Хюн Джи   |      | 20      |
| 4  | Ким Ён Ран    |      | 28      |
| 5  | Хо Джэ Сон    |      | 22      |
| 7  | Ча Се На      |      | 28      |
| 8  | Ан Хё Джу     |      | 26      |
| 9  | Хан Хе Лён    |      | 28      |
| 10 | Пак Ми Хюн    |      | 28      |
| 11 | Ким Ён Ун (c) |      | 28      |

| №  | Игрок       | Поз. | Возраст |
| -- | ----------- | ---- | ------- |
| 12 | Ким Да Рэ   |      | 27      |
| 13 | Чон Соль Ки |      | 25      |
| 15 | Чо Ун Джи   |      | 24      |
| 17 | Ким Ок Джу  |      | 26      |
| 19 | О Сюн Сун   |      | 27      |
| 20 | Пак Ки Джу  |      | 24      |
| 22 | Ян Су Джи   | GK   | 26      |
| 23 | Ли Ён Силь  |      | 27      |
| 32 | Чон Ун Би   |      | 22      |